# Войдан Чернодрински
Войдан Попгеоргиев Кузманов (изписване до 1945 година: Войдан попъ Георгиевъ Кузмановъ) или Войдан Чернодрински е български драматург, театрален деец и писател.

## Биография
Роден е в 1875 година в стружкото село Селци, тогава в Османската империя в семейството на свещеник Георги Кузманов. Псевдонимът му идва от името на река Черни Дрин, преминаваща край родното му село. Първоначално учи в Охрид, а после в Солунската българска мъжка гимназия, но се мести със семейството си в България и завършва Първа мъжка гимназия в София. Членува в Младата македонска книжовна дружина. През 1901 година Върховният македоно-одрински комитет субсидира театралната трупа на Войдан Чернодрински „Скръб и утеха“. Следва право в Австрия и Швейцария, но не успява да завърши. Автор е на драматични произведения. Измежду най-известните са „Македонска кървава сватба“ (1900), „Робът и агата“ (1901), „Македонски сговор“, „Македонско въстание“, „Зло за зло“ (1904), „Дървари“, „Цар Пир“ (1921), „Бурите край Вардар“ (1925) и други. В 1909 година основава Македонския театър.

В 1909 година редактира вестник „Дебърски глас“. След, което по покана на Съюза на българските конституционни клубове обикаля с театралната си трупа Македония. По повод обезоръжителната акция на младотурците пише: 
| „ | Особено последните изстъпления по обезоръжаването на християните българи в Македония заличиха и най-малката весела чертица върху лицата на ония, които бяха се засмели до уши след преврата... Ако това е така, какво правим ние македонските българи, които сме тука в Свободна България на завет? | “ |

Чернодрински участва във войните за национално обединение, когато създава цикъла „Войнишки песни“. Към края на 1922 година формира нов драматичен театър под името „Илинден“.
За сюжет на операта „Цвета“ с автор Георги Атанасов със съгласието на Чернодрински е използвана драмата „Македонската кървава сватба“.
Умира през 1951 година в София.